# Duitstalige Gemeenschapsverkiezingen 1990
Op zondag 28 oktober 1990 vonden verkiezingen voor de Raad van de Duitstalige Gemeenschap plaats.
De winnaars waren de SP en Ecolo, die respectievelijk één en drie zetels wonnen. De verliezers waren de PJU-PDB, de CSP en de SEP. De CSP verloor twee zetels, de PJU-PDB één en SEP verloor haar enige zetel en verdween zo uit het parlement. De PFF bleef status quo.
Op 5 december 1990 legde de Regering-Maraite II de eed af. Ze bestond uit de CSP, de PFF en de SP.

## Uitslagen
| Partij | Partij  | 1990  | 1990   | 1986  | 1986   | verschil | verschil |
| Partij | Partij  | %     | zetels | %     | zetels | pp       | zetels   |
| ------ | ------- | ----- | ------ | ----- | ------ | -------- | -------- |
|        | CSP     | 33,6  | 8      | 37,01 | 10     | -3,41    | -2       |
|        | PFF     | 19,78 | 5      | 18,77 | 5      | 1,01     | =        |
|        | SP      | 16,34 | 4      | 12,71 | 3      | 3,63     | +1       |
|        | PJU-PDB | 15,25 | 4      | 20,43 | 5      | -5,18    | -1       |
|        | Ecolo   | 15,04 | 4      | 6,45  | 1      | 8,59     | +3       |
|        | SEP     | 0     | 0      | 4,11  | 1      | -4,11    | -1       |
|        | Overige | 0     | 0      | 0,52  | 0      | -0,52    | =        |
| Totaal | Totaal  | 100,0 | 25     | 100,0 | 25     | 0,0      | 0        |

## Verkozenen
- Raad van de Duitstalige Gemeenschap (samenstelling 1990-1995)